# Tunnel de Puerto Viejo
 (juillet 2022).
Si vous disposez d'ouvrages ou d'articles de référence ou si vous connaissez des sites web de qualité traitant du thème abordé ici, merci de compléter l'article en donnant les références utiles à sa vérifiabilité et en les liant à la section « Notes et références ».
Le tunnel de Puerto Viejo – ou túnel de Puerto Viejo en espagnol – est un tunnel ferroviaire espagnol sous la Sierra de San Pedro à Cáceres, dans la province de Cáceres, en Estrémadure. Long d'un kilomètre, il fait partie de la LGV Madrid - Estrémadure.